# قحفة النزيها (فرع العدين)

تعديل مصدري - تعديل

قحفة النزيها محلة تابعة لقرية الفصور، التابعة لعزلة بني يوسف بمديرية فرع العدين إحدى مديريات محافظة إب في الجمهورية اليمنية، بلغ تعداد سكانها 78 حسب تعداد اليمن لعام 2004.